# La mémoire chantée de Régine Mellac
La mémoire chantée de Régine Mellac (en francés; en castellano: «la memoria cantada de Régine Mellac») es un álbum en directo de varios intérpretes lanzado en Francia en 1984 y grabado en vivo el 10 de octubre de 1983 en un concierto en el Casino de París en memoria de Régine Mellac.
La versión original incluye en su cubierta como intérpretes a Josep Maria Flotats, Daniel Viglietti, Egberto Gismonti, Pájaro Canzani, Negrito Trassante, Elli Medeiros, ET Atlántico, Gérard Cléry, Osvaldo Rodríguez, Fernando Marques, Francisco Montaner, Uña Ramos, Illapu, Mercedes Sosa (interpretando «Piedra y camino» de Atahualpa Yupanqui), Karumanta, Lluís Llach (con «El jorn dels miserables»), Pedro Soler, Bonga, Claudio Valiente, José Barrense Dias, Isabel y Ángel Parra, Quilapayún, Paco Ibáñez y el Cuarteto Cedrón. Otra versión excluye a algunos de estos artistas en el repertorio.

## Lista de canciones
| Disco 1 (segunda versión) |                                                   |                  |                    |          |  |
| N.º                       | Título                                            | Música           | Intérprete         | Duración |  |
| 1.                        | «Introducción y presentación de Daniel Viglietti» |                  | Daniel Viglietti   | 2:58     |  |
| 2.                        | «A desalambrar (*)»                               | Daniel Viglietti | Daniel Viglietti   | 2:51     |  |
| 3.                        | «Presentación de Egberto Gismonti»                |                  | Egberto Gismonti   | 0:39     |  |
| 4.                        | «Solo de guitarra»                                |                  | Egberto Gismonti   | 5:13     |  |
| 5.                        | «Presentación de Pájaro Canzani»                  |                  | Pájaro Canzani     | 0:30     |  |
| 6.                        | «Igual que nosotros»                              |                  | Pájaro Canzani     | 4:47     |  |
| 7.                        | «Presentación de Francisco Montamer»              |                  | Francisco Montamer | 0:23     |  |
| 8.                        | «Santiago de Cuba»                                |                  | Francisco Montamer | 4:33     |  |
| 9.                        | «Presentación de Cuarteto Cedrón»                 |                  | Cuarteto Cedrón    | 0:13     |  |
| 10.                       | «A Lola Mora»                                     |                  | Cuarteto Cedrón    | 3:48     |  |
| 11.                       | «Presentación de Paco Ibáñez»                     |                  | Paco Ibáñez        | 0:29     |  |
| 12.                       | «Las ranas y el lago»                             |                  | Paco Ibáñez        | 2:56     |  |
| 29:20                     |                                                   |                  |                    |          |  |

| Disco 2 (segunda versión) |                                                       |                   |                                   |          |  |
| N.º                       | Título                                                | Música            | Intérprete                        | Duración |  |
| 1.                        | «Presentación de Uña Ramos (**)»                      |                   | Uña Ramos                         | 1:03     |  |
| 2.                        | «Instrumental»                                        |                   | Uña Ramos                         | 2:53     |  |
| 3.                        | «Presentación de Illapu (***)»                        |                   | Illapu                            | 0:54     |  |
| 4.                        | «Toro mata»                                           |                   | Illapu                            | 6:22     |  |
| 5.                        | «Presentación de Isabel y Ángel Parra, y P. Castillo» |                   | Isabel y Ángel Parra, P. Castillo | 0:39     |  |
| 6.                        | «Lo voy haciendo de noche»                            | Isabel Parra      | Isabel Parra, Patricio Castillo   | 3:31     |  |
| 7.                        | «Canción de paz»                                      | Ángel Parra       | Ángel Parra                       | 3:55     |  |
| 8.                        | «Presentación de Quilapayún»                          |                   | Quilapayún                        | 0:22     |  |
| 9.                        | «Te recuerdo, Amanda (****)»                          | Víctor Jara       | Quilapayún                        | 4:25     |  |
| 10.                       | «Interludio poético»                                  |                   |                                   | 2:36     |  |
| 11.                       | «Presentación de Osvaldo Rodríguez»                   | Osvaldo Rodríguez | Osvaldo Rodríguez                 | 0:25     |  |
| 12.                       | «Valparaíso»                                          | Osvaldo Rodríguez | Osvaldo Rodríguez                 | 3:14     |  |
| 30:19                     |                                                       |                   |                                   |          |  |

Notas
(*) En la otra versión se sitúa en la primera pista.
(**) En la otra versión se ubica en lugar de esta, «Piedra y camino» de Atahualpa Yupanqui, interpretada por Mercedes Sosa.
(***) En la otra versión se ubica en su lugar «El jorn dels miserables» de Lluís Llach.
(****) En la otra versión se sutúa en la pista n.º 23.